# Cristian Castro
Christian Valdés Sáenz Castro (Cidade do México, 8 de dezembro de 1972) é um cantor mexicano. É filho da atriz Verónica Castro e do ator e comediante Manuel Valdés. É sobrinho dos falecidos comediantes Ramón Valdés, o eterno intérprete de Seu Madruga no seriado Chaves, e de Germán Valdés, o Tin-Tan.

## Biografia
Iniciou-se no ambiente artístico ao lado de sua mãe, na telenovela El derecho de nacer, em 1981. Participou, em seguida, numa peça de teatro chamada Mame e em mais três telenovelas: Herencia maldita, Mi segunda madre e Las secretas intenciones. Aos dezoito anos, gravou o seu primeiro disco, chamado Agua nueva (1992), que viria a ser um grande êxito de vendas e de rádio-difusão.
Em 1998, participou na banda sonora da versão em língua castelhana do filme da Disney Mulan, com duas canções (Tu corazón e Hombres fuertes de acción serán hoy).
Em 1999,gravou com a banda irlandesa Westlife a canção Flying Without Wings.que está no primeiro CD da banda.

## Discografia
- Dicen (2016)
- Cristian Castro en Primera Fila - Dia 2 (2014)
- Cristian Castro en Primera Fila - Dia 1 (2013)
- Celebrando el principe (2012) (último da trilogia em homenagem a José José)
- Mi amigo el principe (2011) (tributo a José José)
- Viva el principe (2010) (primeiro do tributo a José José)
- El culpable soy yo  (2009)
- El indomable (2007)
- Días felices (2005)
- Nunca voy a olvidarte... los éxitos (2005)
- Hoy quiero soñar (2004)
- Amar es (2003)
- Grandes hits (2002)
- Azul (2001)
- Remixes (2000)
- Mi vida sin tu amor (1999)
- Lo mejor de mí (1997)
- El deseo de oír tu voz (1996)
- El camino del alma (1995)
- Un segundo en el tiempo (1993)
- Un segundo en el tiempo (Edición Mexicana) (1993)
- Agua nueva (1992)

## Singles
- No podrás
- Solo dáme una noche
- Diez mil lágrimas
- Agua nueva
- Para ti
- Nunca voy a olvidarte
- Por amor a ti (letra e música de Frank Quintero)
- Es mejor así
- Mañana
- Azul gris
- Con tu amor
- Vuélveme a querer
- Morelia
- Amarte a ti
- Esperándote
- Amor
- No puedo arrancarte de mi
- Una y mil veces
- Lo mejor de mi
- Si tu me amaras
- Lloran las rosas
- Después de ti...¿Qué?
- Volver a amar
- Angel
- Mi vida sin tu amor
- Por amarte así
- Alguna vez
- Yo quería
- Lloviendo estrellas
- Azul
- Con ella
- Cuando me miras así
- No hace falta
- Te llamé
- Te buscaría
- Una canción para ti
- Amor eterno
- Sin tu amor
- Tu retirada
- Te sigo queriendo
- Este loco que te mira (escrita por Gian Marco)
- No me digas
- El culpable soy yo
- Seguir sin ti
- Completamente enamorados
- Mujer de madera
- Corona de lágrimas
- Solo
- Yo queria

## Versões em português
- "Nunca Mais" (No Podrás), por Marcelo Augusto
- "Azul" (Azul), por Guilherme & Santiago, depois por Edson & Hudson.
- "Chovendo estrelas" (Lloviendo Estrellas), por Guilherme & Santiago.
- "Por te amar assim" (Por amarte así), por Marlon & Maicon.
- "Te Dedico Essa Canção" (Una Canción Para Ti), por Marlon & Maicon
- "Choram as Rosas" (Lloran las Rosas), por Bruno & Marrone.
- "Mil Vezes Cantarei" (Una y mil veces), por Rick & Renner.
- "Eu queria" (Yo quería), (Original "Io vorrei" de Sandro Giacobbe) por Bruno & Marrone.
- "Meu Anjo" (Ángel), por Edson & Hudson.
- "Eu Preciso Dizer Que Não" (Si Me Ves Llorar Por Ti), por Marlon & Maicon
- "Amor Eterno" (Amor Eterno), por Jeito Moleque , depois por Marlon & Maicon.
- "Uma canção pra você" (Una canción para ti), por Edson da dupla Edson & Hudson.